# لوکاس گیووینی
لوکاس گیووینی (انگلیسی: Lucas Giovini؛ زادهٔ ۱۳ اکتبر ۱۹۸۱) بازیکن فوتبال اهل آرژانتین است.